# Celastrina
Celastrina (лат.) — род дневных бабочек из семейства Голубянки (Lycaenidae).
Ареал рода охватывает юго-восточную Азию и Австралию. Благодаря обширной сезонной и географической изменчивости существует множество разногласий среди авторов о принадлежности видов к данному роду, в частности это касается голубянки крушинной. Ламас, например, включает североамериканские виды в состав этого вида. Голубянка крушинная встречается на территории России, в Приамурье.

## Список видов
Род состоит из 28 видов:
- Celastrina acesina
- Celastrina algernoni
- Celastrina argiolus — Голубянка крушинная, или Голубянка весенняя
- Celastrina asheri[2]
- Celastrina ebenina
- Celastrina echo
- Celastrina fedoseevi — Голубянка Федосеева
- Celastrina filipjevi — Голубянка Филипьева
- Celastrina gigas
- Celastrina gozora
- Celastrina hersilia
- Celastrina huegelii
- Celastrina humulus
- Celastrina idella
- Celastrina ladon
- Celastrina lavendularis
- Celastrina lucia
- Celastrina morsheadi
- Celastrina neglecta
- Celastrina neglectamajor
- Celastrina nigra
- Celastrina ogasawaraensis
- Celastrina oreas — Голубянка ореада
- Celastrina perplexa
- Celastrina phellodendroni
- Celastrina philippina
- Celastrina serotina
- Celastrina sugitanii
- Celastrina tenella